# Birama Touré
Birama Touré (* 6. Juni 1992 in Kayes) ist ein malischer Fußballspieler, der aktuell bei Manisa FK in der Türkei unter Vertrag steht.

## Karriere

### Verein
Touré begann seine fußballerische Ausbildung im Jahr 2000 bei der AS Beauvais. Dort kam er in der Saison 2010/11 zu seinen ersten beiden Einsätzen in der dritten französischen Liga. In der Spielzeit 2011/12 spielte er dort bereits 16 Mal in der National.
Im Sommer 2012 wechselte er in die Ligue 2 zum FC Nantes. Hier spielte er am zweiten Spieltag gegen Olympique Nîmes das erste Mal professionell und direkt über 90 Minuten. Am elften Spieltag schoss er, erneut in der Startelf stehend, bei einem 2:0-Sieg gegen den FCO Dijon sein erstes Tor in der Profimannschaft. Insgesamt bestritt er in der Saison 2012/13 26 Mal in der Liga, wobei er einmal traf, und dreimal im Pokal. Am Ende stieg er mit Nantes als Tabellendritter direkt in die Ligue 1 auf. Daraufhin debütierte er direkt am ersten Spieltag gegen den SC Bastia das erste Mal in der höchsten französischen Spielklasse. Insgesamt lief er in jener Spielzeit 31 Mal in der Liga auf und kam mit seiner Mannschaft bis ins Halbfinale des Ligapokals. Nach nur einem Einsatz für Nantes wechselte Touré im November 2014 auf Leihbasis in die Ligue 2 zu Stade Brest. Hier beendete er die Saison 2014/15 mit 23 Einsätzen und einem Tor für seinen Leihverein. Nach seiner Rückkehr spielte er 2015/16 auch nur 23 Mal und war nicht gesetzt im Mittelfeld des FC Nantes.
Daraufhin wechselte er im Sommer 2016 nach Belgien in die Division 1A zu Standard Lüttich. Aber auch hier setzte er sich nicht durch und spielte bis zur Winterpause nur dreimal, wobei er ein Tor schoss.
Anschließend wurde er Mitte Januar 2017 an den französischen Zweitligisten AJ Auxerre verliehen. Bis zum Saisonende schoss er dort in wettbewerbsübergreifend 19 Spielen zwei Tore. Nach Ende der Leihe wechselte er fest zu den Auxerrois. Daraufhin war er in der Saison 2017/18 absoluter Stammspieler und spielte 37 Ligaspiele für seinen neuen Verein. In der Spielzeit 2018/19 bestritt er dann 30 von 38 möglichen Ligapartien. 2019/20 spielte er 25 von 28 möglichen Spielen in der verkürzten Ligasaison aufgrund der COVID-19-Pandemie. Die Saison 2020/21 beendete Touré dann mit 28 Einsätzen in der Liga und spielte nahezu jedes Spiel als Mannschaftskapitän. Auch 2021/22 war er Kapitän, spielte insgesamt 42 Mal, wobei er einmal traf und stieg mit seinem Team am Ende über die Relegation in die Ligue 1 auf.
Im Sommer 2023 verließ er den Verein und ging in die stark aufrüstende Saudi Pro League zum Al-Riyadh SC. Auch dort blieb er eine Spielzeit und ging zur Saison 2024/25 zum heimischen Erstligisten HSC Montpellier. Doch schon sechs Monate später nahm ihn der türkische Zweitligist Manisa FK unter Vertrag.

### Nationalmannschaft
Touré spielte von 2013 bis 2014 dreimal für die malische U-20-Nationalmannschaft. Am 5. März 2014 debütierte er dann auch in einem Freundschaftsspiel gegen den Senegal für dessen A-Nationalmannschaft. In ungefähr zwei Jahren kam er für diese zu zehn Einsätzen in Freundschaftsspielen und der Afrika-Cup-Qualifikation.

## Erfolge
FC Nantes
- Aufstieg in die Ligue 1: 2013

AJ Auxerre
- Aufstieg in die Ligue 1: 2022